# Premis 25 d'abril Vila de Benissa
Els Premis 25 d'Abril Vila de Benissa, son uns premis literaris en valencià, que es van crear en 1980, amb la iniciativa de l'Ajuntament de Benissa per guardonar a obres de poesia, narrativa, assaig, recerca sobre el municipi o referent a la comarca i teatre. Avui dia, i per la seva trajectòria és un dels premis referents dins de la cultura valenciana de literatura.
Aquests premis van ser creats per Bernat Capò i Pere Cabrera, regidors del primer govern democràtic de Benissa, com a relleu dels Jocs Florals de Benissa que esdevenien durant els anys anteriors, en temps de la dictadura de Franco. En el primer certamen celebrat va ser recolzat per Joan Fuster com a president d'honor, sent el primer de les moltes personalitats reconegudes en la literatura catalana com poden ser, Jordi Valor, Enric Valor, Vicent Andrés Estellés, Pere Maria Orts, Josep Iborra, Santiago Grisolia, Joan Francesc Mira o Carmen Miquel i Diego.
Aquests premis neixen de la necessitat d'enfortir la llengua i la cultura valenciana després dels anys de postguerra, per donar a conèixer autores i autors joves o amb una trajectòria de més recorregut literari.
Des dels inicis dels premis 25 d'abril Vila de Benissa, publiquen les obres premiades amb el suport les editorials Viena Edicions, encarregades d'editar els poemaris i les novel·les; i el Institut Alacantí de Cultura Joan Gil-Albert, responsables de l'edició de les obres guanyadores en assaig, recerca o teatre.
En la primera convocatòria els guardonats van ser Antoni Prats i Gràcia en la modalitat de poesia, Marcel·lí Maronyas en narrativa i Sebastià García a l'assaig.

## Categories
- Premi de Narrativa Curta
- Premi de Poesia
- Premi d'Investigació
- Premi de Teatre